# Varese Sportiva 1928-1929
Questa voce raccoglie le informazioni riguardanti la Varese Sportiva nelle competizioni ufficiali della stagione 1928-1929.

## Organigramma societario
Area direttiva
- Presidente: Cav. Franco Aletti
- Consiglio direttivo: Cesare Redaelli, Maroni, Piero Pastorino, De Wolf, Mazzucchelli, Adeo Ghirighelli, Carlo Bianchi, Michele Frattini, Gnocchi.

Area organizzativa
- Segretario: Piero Pastorino

Area tecnica
- Allenatore: Emilio Agradi[2]

## Rosa
| N. |                   | Ruolo | Calciatore        |
| -- | ----------------- | ----- | ----------------- |
|    | Italia (bandiera) | C     | Emilio Agradi     |
|    | Italia (bandiera) | A     | Luigi Alabiso     |
|    | Italia (bandiera) | C     | Cesare Alberti    |
|    | Italia (bandiera) | D     | Mario Antonioli   |
|    | Italia (bandiera) | A     | Angelo Azzimonti  |
|    | Italia (bandiera) | D     | Giuseppe Ballerio |
|    | Italia (bandiera) | P     | Carlo Bardelli    |
|    | Italia (bandiera) | P     | Renato Bizzozzero |
|    | Italia (bandiera) | P     | Luigi Broggi      |
|    | Italia (bandiera) | A     | Piero Colombo     |
|    | Italia (bandiera) | A     | Alessandro Farina |
|    | Italia (bandiera) | D     | Ferrario          |
|    | Italia (bandiera) | C     | Attilio Filocca   |

| N. |                   | Ruolo | Calciatore          |
| -- | ----------------- | ----- | ------------------- |
|    | Italia (bandiera) |       | Clemente Frattini   |
|    | Italia (bandiera) | A     | Ampelio Gandini     |
|    | Italia (bandiera) | D     | Arnaldo Giudici (c) |
|    | Italia (bandiera) | P     | Carlo Giussani      |
|    | Italia (bandiera) | A     | Attilio Marcora     |
|    | Italia (bandiera) | A     | Ermanno Missaglia   |
|    | Italia (bandiera) | A     | Remo Nicetti        |
|    | Italia (bandiera) | C     | Piccardi            |
|    | Italia (bandiera) | C     | Carlo Pontiggia (I) |
|    | Italia (bandiera) |       | Posta               |
|    | Italia (bandiera) | A     | Pietro Reguzzoni    |
|    | Italia (bandiera) | C     | Francesco Viscardi  |
|    | Italia (bandiera) | P     | Zanardi             |

## Arrivi e partenze
| Acquisti | Acquisti          | Acquisti      | Acquisti   |
| -------- | ----------------- | ------------- | ---------- |
| C        | Emilio Agradi     | Inter         | definitivo |
| C        | Mario Antonioli   | Monza         | definitivo |
| A        | Angelo Azzimonti  | Pro Patria    | definitivo |
| A        | Attilio Marcora   | Pro Patria    | definitivo |
| A        | Ermanno Missaglia | Monza         | definitivo |
| A        | Remo Nicetti      | Alleanza F.C. | definitivo |

| Cessioni | Cessioni            | Cessioni  | Cessioni   |
| -------- | ------------------- | --------- | ---------- |
| ?        | Emilio Bassi        | ???       | definitivo |
| ?        | Giovanni Giacomelli | ???       | definitivo |
| A        | Giuseppe Lunghi     | Castronno | definitivo |
| ?        | Gino Olivati        | Vogherese | definitivo |
| ?        | Giuseppe Premoli    | ???       | definitivo |
| C        | Francesco Ranzini   | ???       | definitivo |
| ?        | Angelo Redo         | ???       | definitivo |
| C        | Osvaldo Salamina    | ???       | definitivo |
| A        | Mario Sestagalli    | ???       | definitivo |
| ?        | Zanzi               | ???       | definitivo |